# 花桥站 (沪宁城际铁路)
花桥站，原称陆家浜南站，位于中华人民共和国江苏省苏州市昆山市陆家镇沪宁高速公路陆家镇互通顺陈路西，金阳路南。是沪宁城际铁路一个暂停营业的车站。
花桥站在沪宁高速动车组列车排图中被定为四级车站，每日仅停靠少量列车。2010年7月1日车站开通运营初期仅有2趟列车停靠，由于客流较少7月11日便减为1趟；2018年7月1日调图后，花桥站有图定列车2次。2020年4月10日的调图中上海局集团关闭了客流量较小的车站，其中包括花桥站。原停靠车站的G7040次列车改停昆山南站。

## 车站结构

### 站房
花桥站站房位于一个被人工环形水带包围的半岛中心，设有南北两个进站口，目前仅开放北进站口。花桥站站房建筑面积为1900平方米，站房综合楼采用线下候车结构，底层为候车厅、售票处以及值班室等。其中候车室、售票处为开放区域，安检装置设在进站验票闸机处，临近开车前才会运作。

### 站线配置
花桥站站台位于高架二层，设2站台4线，其中正线2条，到发线2条，站台为两个侧式站台，长231.7米，只能停靠8节编组的动车组列车。北侧站台紧贴京沪高速铁路正线，因此站台装有隔离网。
| 侧式站台 |                                     |
| 1站台    | 沪宁城际铁路 往南京方向（昆山南站） |
| 通过线   | 沪宁城际铁路上行列车通过线          |
| 通过线   | 沪宁城际铁路下行列车通过线          |
| 2站台    | 沪宁城际铁路 往上海方向（安亭北站） |
| 侧式站台 |                                     |
| 通过线   | 京沪高速铁路上行线                  |
| 通过线   | 京沪高速铁路下行线                  |

## 市内交通

### 公交
| 城铁花桥站  | 城铁花桥站   | 城铁花桥站 | 城铁花桥站 | 城铁花桥站 |
| 编号        | 路线         | 路线       | 路线       | 备注       |
| ----------- | ------------ | ---------- | ---------- | ---------- |
| 高峰4号昆山 | 汽车客运北站 | ⇆          | 城铁花桥站 |            |

### 地铁
苏州轨道交通11号线在城际铁路花桥站附近设夏桥站。